# Osmany Alvarez
Osmany Alvarez (* 1963) ist ein ehemaliger kubanischer Radrennfahrer und nationaler Meister im Radsport.

## Sportliche Laufbahn
Alvarez wurde nach starken Leistungen in der Kuba-Rundfahrt 1983 für die Nationalmannschaft zur Internationalen Friedensfahrt nominiert. In dem Etappenrennen belegte er den 55. Rang. 1985 startete er erneut und wurde als 26., 1988 als 52., 1989 als 38. und 1990 als 75. klassiert. 1986 wurde er beim Sieg von Marc van Orsouw Dritter im Eintagesrennen Gran Premio della Liberazione und war auf einer Etappe der Vuelta al Táchira erfolgreich. 1986 gewann er den nationalen Titel im Mannschaftszeitfahren und die Goldmedaille bei den Zentralamerika- und Karibikspielen im Mannschaftszeitfahren. Dazu kam ein Etappenerfolg in der Kuba-Rundfahrt, ebenso wie in der Saison 1987.
1988 gewann er in der Vuelta al Táchira erneut einen Tagesabschnitt, zwei in der Jugoslawien-Rundfahrt. 1990 folgte noch ein Etappensieg in der Kuba-Rundfahrt.
Alvarez war auch im Bahnradsport erfolgreich. 1987 gewann er den Titel in der Mannschaftsverfolgung.